# 生き物文化誌学会
生き物文化誌学会（いきものぶんかしがっかい、英名 The Society of Biosophia Studies）は、「生き物」が人間文化とどのように関わっているのか、その物語を調べていくことを目的とし、地域から日本、さらに地球全体に関わるさまざまな次元で、「生き物」をめぐる豊かな智と情報の発掘（「生き物文化誌」の探求、共有、発信）を目指す学会。学者や研究者だけではなく、「生き物」とその文化に興味をもつ人が参加出来る集まりである。
鳥類や両生類、ナマズの研究者としても著名な秋篠宮文仁親王が学会設立に尽力（学会の常任理事、学会誌『生き物文化誌学会 BIOSTORY ビオストーリー』の編集委員を務めた時期があった）。
事務局が東京都世田谷区上用賀2-4-28（財）進化生物学研究所内に置かれていたことがある。 
現在、事務局は日本大学生物資源科学部内に置かれている。 

## 事業
- 学術大会・研究例会・現地見学会の開催,、機関誌等の刊行、地域間交流、国際交流など[2]

## さくら基金
- 生き物文化誌における優れた研究または活動および生き物文化誌学会の発展に大きく寄与する活動に対して助成することを目的とする[3]。

## 機関誌
- 生き物文化誌『ビオストーリー（BIOSTORY）』